# 聖ロンバウツ大聖堂
聖ロンバウツ大聖堂（せいロンバウツだいせいどう、オランダ語: Sint-Romboutskathedraal, フランス語: Cathédrale Saint-Rombaut）は、ベルギー北部の都市メヘレンにあるローマ・カトリックの大聖堂。司教座聖堂（カテドラル）である。かつてこの地にキリスト教を布教した聖ロンバウツに捧げられており、聖堂内に葬られたという伝承がある。
1999年、ベルギーとフランスの鐘楼群として世界文化遺産に登録された。

## 建設の経緯
西暦1200年ごろに建設が始まり、1312年に第一期の工事が完了した。その後、1314年からはフライング・バットレスやクワイヤ部分にフランスのゴシック建築とは異なるブラバント・ゴシックの特徴が組み込まれた。1342年の大火の後には職人のジャン・ドワジーが修復に続いて第二期工事を行い、彼が亡くなる1375年までにハイ・ゴシックの原型が出来上がった。その後ドワジーの後継者が1437年までに身廊のアーチを完成させ、1451年にはクワイヤ部分のアーチも完成した。
1452年から1520年にかけて行われた最終工事では、尖塔が追加された。当初の設計では高さ約167メートルで、当時の教会としては最も高い設計であった。しかし、この教会の地面はかつて湿地であったため不安定で、かつ尖塔の基礎も深さ3メートルまでしか構築されていなかった。そのため、1454年、当時の主任建築家は尖塔が傾いたり沈んだりすることで教会堂自体が破損することを懸念した。そして、尖塔は教会堂とは完全に建物として分離した形で建設されることになった。その後尖塔上部の建設は財政的理由から断念されたため、77メートルある予定だった尖塔上部は7メートルだけ建設された。そのため、尖塔自体が不自然な形となっている。また、意図的に教会堂と接続せずに建築が行われたため、現代でも教会堂と尖塔の間には隙間ができている。
この教会は1559年にカテドラルに指定された。そして18世紀には、各柱頭に彫られていたキャベツの葉の装飾が、作物による二重の輪に変更された。
そして2005年に技術者たちが教会の支持力を計測したところ、当初の図面から尖塔全体を完成させようという話が持ち上がった。

## 尖塔
頂上が平らになっている特徴的な尖塔は周囲から容易に見つけることができる。そのため、数世紀にわたって時計塔として利用され、また火事の際には警報を鳴らすこともできた。未完ではあるものの高さ97.28メートルあるこの尖塔は、514段の階段を上って頂上まで行くことができ、かつてはルイ15世やナポレオン、アルベール1世、ボードゥアン1世などもこの階段を上った。

## 鐘
この尖塔には49の鐘が設置されているが、最大のものだけが鳴ることができる。この鐘は現在も利用されている。鐘の重さは最も軽いもので16キログラム、最も重いもので8トンにも及ぶ。1923年までは18人の鐘鳴らし人が鐘を鳴らしていたが、その後は電動のものに変更された。

## 内装
15世紀後半、カスティーリャ王フェリペ1世が金羊毛騎士団の会合で使用した小さな紋章の盾を除けば、教会の所有物はほとんどが失われてしまっている。例えば、40あったゴシック期の豪華絢爛な祭壇や調度品は、八十年戦争前半の1566年から1585年にかけて失われた。